# Abbega
Abbega (Fries: Abbegea, [’abəɡɪ.ə]) is een dorp in de gemeente Súdwest-Fryslân, in de Nederlandse provincie Friesland. Abbega ligt ten zuidwesten van Sneek, tussen Blauwhuis en Oosthem aan de Abbegasteropvaart, een zijvaart van Wijmerts.
In 2023 telde het dorp 230 inwoners, waarvan de helft in het buitengebied woont. In het postcodegebied van het Abbega liggen de buurtschappen Abbegaasterketting en Piekezijl.

## Geschiedenis
Abbega is in de middeleeuwen op een terp ontstaan. Het was lange tijd alleen via het water bereikbaar en groeide daardoor nauwelijks. Het bleef zo een compact dorp met een aantal buitenbuurten.
In 1250-1275 heette het dorp Abbahem, de woonplaats (heem/um) van de persoon Abbe. In 1399 werd de plaats aangeduid als Abbaga en in 1505 in het Fries als Abbegae. De betekenis verschoof met de duiding 'ga' naar een dorp.
Tot 2011 lag Abbega in de voormalige gemeente Wymbritseradeel.

## Kerk

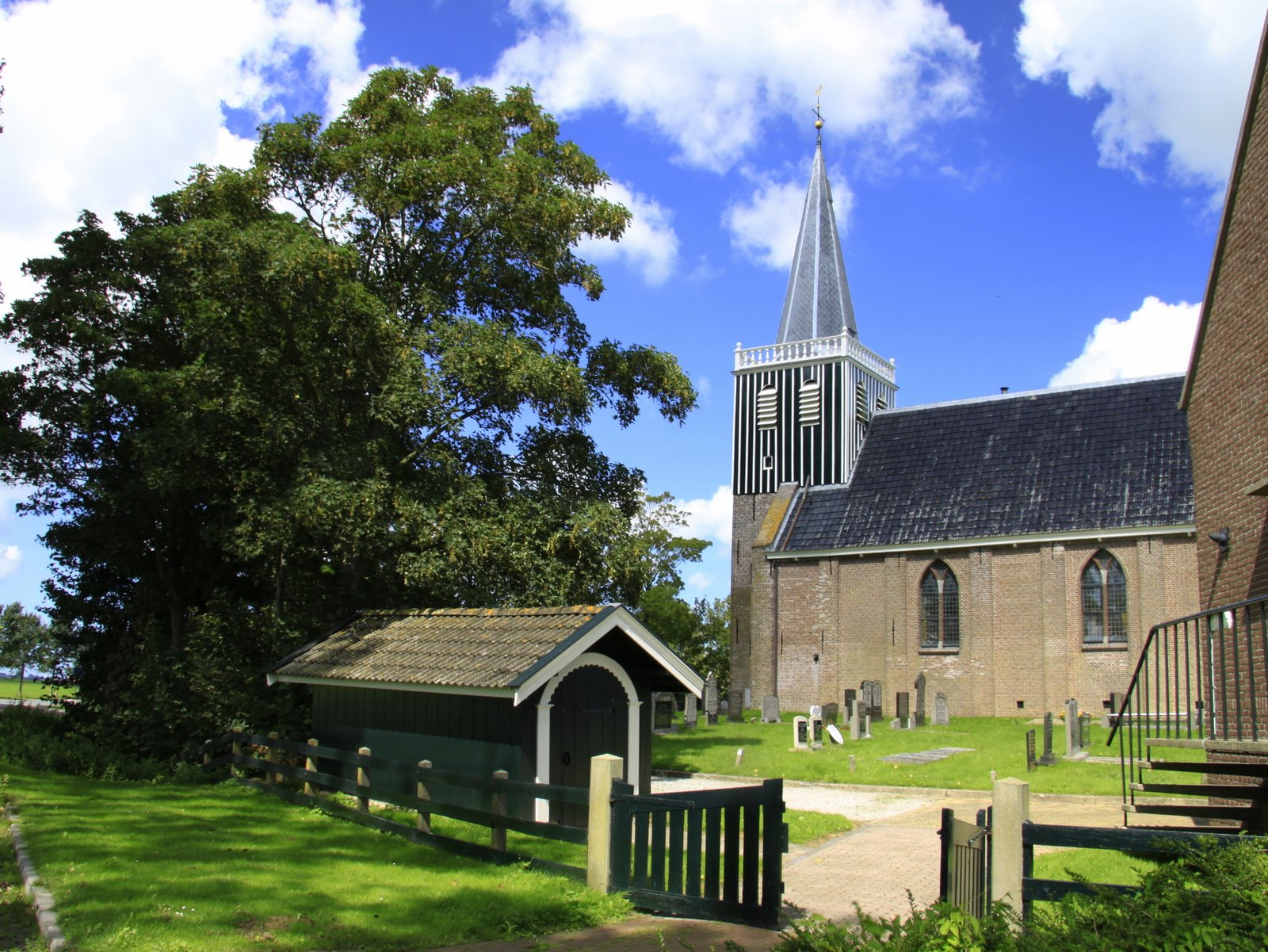
De Gertrudiskerk

De Gertrudiskerk in Abbega is in de basis een middeleeuwse kerk maar het omhulsel dateert uit 1806. Het was oorspronkelijk een parochiekerk gewijd aan de heilige Gertrudis. Later werd het een protestantse kerk.

## Sport en cultuur
Het dorp heeft geen grote sportverenigingen, wel een biljartvereniging. Verder is er in het dorp een dorpshuis, It Lokael en een dorpskrant. Daarnaast is Abbega de thuishaven van It Abbegeaster Skûtsje. 

## Onderwijs
Het fonds (leen) 'sint geertruiden', waardoor eeuwenlang honderden studenten de mogelijkheid hebben gekregen te studeren, heeft zijn oorsprong in dit dorp.
Het dorp beschikte jarenlang over een eigen basisschool, de CBS Bernegea, die in 2012 vanwege een teruglopend aantal leerlingen net voor het 150-jarig bestaan definitief heeft moeten sluiten. De school was in eerste instantie gefuseerd met de basisschool van Oosthem. Deze fuseerde in 2015 met de school van Folsgare en sinds het schooljaar 2018-2019 is ook deze gesloten en gefuseerd met de school in Nijland.

## Bevolkingsontwikkeling
- 1999 - 268
- 2004 - 270
- 2009 - 262
- 2018 - 250
- 2021 - 245
- 2023 - 230